# NTT西日本陸上競技部
NTT西日本陸上競技部（エヌティーティーにしにほんりくじょうきょうぎぶ）は、大阪府を拠点に活動する、NTT西日本の男子陸上競技チームである。監督は国近友昭。

## 概要
全日本実業団駅伝においては初出場から41回連続出場を含む56回の出場（2021年現在）を誇る伝統あるチームである。
電電中国を前身とし、広島県を拠点に活動していたが、後述する事情により大阪支社の陸上同好会（旧：電電近畿、全日本実業団駅伝には21回出場。大崎悟史が所属）に編入する形で2004年から大阪府を拠点に活動している。そのため、全日本実業団駅伝の出場回数はNTT西日本広島のものを継承している。
チーム名の変遷
- 「電電中国」→「NTT中国」→「NTT西日本」→「NTT西日本広島（広島支社陸上同好会）」→「NTT西日本」
- 「電電近畿」→「NTT関西」→「NTT西日本大阪（大阪支社陸上同好会）」→統合

## 歴史
陸上部は、NTTの前身である日本電信電話公社時代から全国各局の部活動の一環として各地に創部されていた。1985年NTTグループ誕生に伴い、「NTT◯◯」（◯には各支社名が入る）に改称した。
1999年7月1日、NTTは4社分割による再編成が行われた。それに伴い全国11支社にあったスポーツチームは過去の実績などを基に再編され、陸上競技部（広島）、硬式野球部（大阪）、ラグビー部（大阪、現：スネイルズ）、男子バレーボール部（名古屋）、女子バレーボール部（神戸）をNTT西日本本体が支援するシンボルチームとして、ソフトテニス（広島）のうち全日本メンバーをシンボル選手に認定した。そこから外れた各支社のスポーツチームは、同好会・クラブチーム化・あるいは休廃部していった。
その後NTT西日本の業績不振により、2002年3月31日付で野球部を残しすべて解散した。陸上部は広島支社の同好会に格下げされ、清水康次のみシンボル選手として会社からサポートを受ける状況になった。それに伴い、細川道隆は大塚製薬へ、道方智徳と長尾幸保はNKK（現：JFEスチール）へと移籍していった。
同好会に格下げされた後も「NTT西日本広島」として第47回全日本実業団駅伝に出場するなど活動を続けていたが、2004年に大阪支社の同好会を「広島の同好会の選手のほとんどが移籍する」ことを条件に陸上部への格上げを決定し、現在に至る。

## 主な所属選手
- 堀越信司
- 大塚倭
- 湊谷春紀
- 松尾淳之介
- 北崎拓矢
- 服部弾馬
- 小松巧弥
- パトリック　マゼンゲ　ワンブィ
- 石井優樹
- 松崎咲人
- ダニエル　ディリツ
- 一色恭志
- 難波天
- 伊藤大志
- 小田恭平